# Laguna Zapaleri
Laguna Zapaleri är en sjö i Bolivia.   Den ligger i departementet Potosí, i den södra delen av landet, 500 km söder om huvudstaden Sucre. Laguna Zapaleri ligger 4 607 meter över havet. Arean är 2,0 kvadratkilometer.
Trakten runt Laguna Zapaleri är ofruktbar med lite eller ingen växtlighet. Trakten runt Laguna Zapaleri är nära nog obefolkad, med mindre än två invånare per kvadratkilometer.